# Archippè de Kymé
Pour les articles homonymes, voir Archippe.
Ne doit pas être confondu avec Archippé.
Archippè de Kymé est une évergète du IIe siècle avant J.C., originaire de la cité de Kymé.
La particularité d'Archippè de Kymé vient du fait qu'il s'agit d'une femme, alors que les sources antiques ne témoignent majoritairement que d'évergètes hommes. En effet, les femmes n'avaient que peu de ressources. Archippè de Kymé doit sa richesse à ses défunts époux ; elle avait aussi une certaine importance politique. 
Effectivement, à la suite de la guerre contre Aristonicos, la cité de Kymé est détruite. Vers 120 avant J.C, Archippè lance la reconstruction de la cité, avec notamment un bouleutérion, organise des banquets et des collations offerts aux Kyméens. C'est Archippè elle-même qui est maîtresse de cérémonie. Le banquet est hiérarchisé, les invités divisés en 3 catégories, les bouleutes, les 12 tribus du corps des citoyens ordinaires, et enfin les paroikoi (= métoikoi, les libres étrangers). En organisant le banquet de la sorte, Archippè délaisse l'idéal démocratique qui préfère l'isonomie et l'uniformité, pour un système plus hiérarchique.
Archippè de Kymé n'est toutefois pas un cas isolé : son comportement est à rapprocher à celui d'une autre grande évergète contemporaine, Mégaclée de Mégalopolis, une bienfaitrice du début du IIe siècle.

## Sources
- Patrice Hamon, « Le Conseil et la participation des citoyens: les mutations de la basse époque hellénistique », dans Pierre Fröhlich et Christel Müller, Citoyenneté et participation à la basse époque hellénistique (lire en ligne)
- Ivana Savalli-Lestrade, « Archippè de Kymè la bienfaitrice », in La Grèce au féminin, Paris, Les Belles-Lettres, 2003.